# Булычёво (Башкортостан)
Булычёво (баш. Булычёв) — деревня в Благовещенском районе Башкортостана Российской Федерации. Входит в состав Бедеево-Полянского сельсовета.

## География
Находится на правом берегу реки Уфы, при впадения её малого притока — ручья Булычёвский.

## Географическое положение
Расстояние до:
- районного центра (Благовещенск): 87 км,
- центра сельсовета (Бедеева Поляна): 42 км,
- ближайшей ж/д станции (Загородная): 132 км.

## Топоним
Первоначальное название: Булычевский починок (1888) — по фамилии землевладельца Булычёва.

## История
Образован в 1888 году переселенцами из Вятской губернии. При содействии Крестьянского поземельного банка переселенцы купили участок земли у землевладельца Тихона Осиповича Булычёва (20 рублей за десятину), а также арендовали на стороне пашню и покос.
С 1894 года починок входил в приход соседнего села Эманино. Среди крестьян починка было много Митькиных, Тиуновых, Касьяновых, также жили Веснины, Бабинцевы, Кислицыны, Коровины, Чучкаловы, Крестьяновы, Ситниковы, Савиных, Безденежных и другие.
В 1895 году насчитывалось 56 дворов и 540 человек, были отмечены хлебозапасный магазин, две кузницы, ободное заведение, торговая лавка. Своего учебного заведения не было, ближайшая школа находилась в двух верстах в селе Эманино.
В 1913 году образовано одноимённое сельское общество; в него входили 341 крестьянин и 52 крестьянских хозяйства. В собственности находилась вся земля — 818,75 десятины. Большинство крестьян жили относительно безбедно, но только одна семья относительно к категории сельских богачей. Кроме того, десять хозяев имели от 20 до 30 десятин земли, а в семи хозяйствах засевалось от 6 до 10 десятин пашни. Четверо хозяев держали не менее трех рабочих лошадей, 23 хозяина — по две лошади; десять хозяев держали не менее трех коров, 34 — по две коровы.
В 1917 году насчитывалось 63 домохозяйства и 410 человек, в том числе 8 украинцев — беженцев. Самым состоятельным был 60-летний Алексей Федорович Мамаев: имел 44,7 десятины земли, засевал 11 десятин, держал пять лошадей, десять коров, 20 овец и трех свиней. Его семья состояла из 15 человек. К крепким хозяевам относился и 54-летний Николай Миронович Митькин. Его семья состояла из 12 человек, а хозяйство включало 29,8 десятины земли, 8 десятин, четырёх лошадей, семь коров, 14 овец и четырёх свиней. Другой Митькин — 66-летний Степан Иванович (десять человек в семье) имел 29,8 десятины земли, засевал 7,8 десятины, держал пять лошадей, четырёх коров, четырёх овец и трех свиней.
В 1930—1996 гг. деревня Булычёво входила в состав Давыдовского сельсовета (в 1937—1963 гг. в составе Покровского района БАССР). Во время коллективизации деревня вошла в состав «Маяк», в середине XX века — колхоза имени Маленкова, в 1957 году — совхоза «Полянский»

## Население
| 1896 | 2002 | 2009 | 2010 |
| ---- | ---- | ---- | ---- |
| 540  | ↘32  | ↘25  | ↗33  |

## Инфраструктура
Развито сельское хозяйство, коллективное и личное. Булычёвцы занимались скотоводством, земледелием.

## Транспорт
Просёлочная дорога.